# Bisdom Bom Jesus do Gurguéia
Het bisdom Bom Jesus do Gurguéia (Latijn: Dioecesis Boni Iesu a Gurgueia) is een rooms-katholiek bisdom met als zetel Bom Jesus, in Brazilië. Het bisdom is suffragaan aan het aartsbisdom Teresina.

## Geschiedenis
Het bisdom werd opgericht op 18 juni 1920, als de territoriale prelatuur Bom Jesus do Piauí, uit delen van het bisdom Piauí, en was suffragaan aan het aartsbisdom São Luís do Maranhão. Op 9 augustus 1952 wisselde het van kerkprovincie en werd suffragaan aan het nieuw verheven aartsbisdom Teresina. Op 3 oktober 1981 werd het verheven tot bisdom. 

## Parochies
Het bisdom had in 2020 een oppervlakte van 51.543 km2 en telde 185.947 inwoners waarvan 79,4% rooms-katholiek was.

## Bisschoppen
- Pedro Pascual Miguel y Martínez (18 december 1924 - 5 mei 1926)
- Ramón Harrison Abello (12 november 1926 - 1928)
- Inocéncio Lopez Santamaria (1 augustus 1930 - 9 maart 1958)
- José Vázquez Díaz (8 maart 1958 - 1 maart 1989; coadjutor sinds 8 juli 1956)
  - Abel Alonso Núñez (hulpbisschop: 14 juli 1971 - 24 maart 1976)
- Ramón López Carrozas (1 maart 1989 - 15 januari 2014; hulpbisschop sinds 26 april 1979)
- Marcos Antônio Tavoni (15 januari 2014 - heden)

Teresina (aartsbisdom) · Bom Jesus do Gurguéia · Campo Maior · Floriano · Oeiras · Parnaíba · Picos · São Raimundo Nonato